# 親愛的，公主病
《親愛的，公主病》（英語：My Little Princess），2016年中國偶像劇，搜狐視頻自製出品，改編自瑪琪朵的小說《親愛的公主病》。由于中中担任导演，陈起贤担任音乐总监，Mike D. Angelo、張予曦、陳柏融、杜妍、陳敬宣領銜主演，2016年8月11日於搜狐視頻播出。全劇大部分都是在台灣取景拍攝，景點位於：美麗華的摩天輪、台北101、台北松山機場、台北萬豪大酒店、元智大學、實踐大學、淡水漁人碼頭的情人橋、漢諾威馬術俱樂部、晴耕雨讀小書院等。續集為《亲爱的王子大人》，2017年8月30日盛夏回歸。LINE TV全劇上架。

## 播出時間

### 首播
| 頻道                                                           | 所在地                                  | 播映日期                     | 播出時間             | 備註           |
| -------------------------------------------------------------- | --------------------------------------- | ---------------------------- | -------------------- | -------------- |
| 搜狐                                                           | 中国大陆                                | 2016年8月11日                |                      | 親愛的，公主病 |
| dimsum                                                         | 马来西亚                                | 2017年10月日                 |                      | 親愛的，公主病 |
| True Asian Series HD (TrueVisions Number 120, 239 And #TrueID) | 泰國                                    | 2018年3月3日 - 2018年4月22日 | 每週六~日20.00~21:00 | ติวหัวใจยัยเจ้าหญิง |
| Vidfish                                                        | 新加坡 · 马来西亚 · 印度尼西亞 · 菲律賓 | 2019年4月                    |                      |                |

## 演員列表

### 主要演員
| 演員   | 角色   | 介紹 | 登場集數   |
| Mike   | 江念雨‬ | 高冷的冰塊臉，跟人擁抱就會頭暈，幾乎無所不能的高智商天才，喜歡林星辰。 | 全劇       |
| 張予曦 | 林星辰‬ | 无恋爱经历。行为不会过于幼稚，也不会像30岁女人那样过于世故和麻木。腐女，爱看和爱画耽美漫画，平时会对身边的美男们有耽美的幻想，家里藏有“BL新世界”的“宝藏”，生气时候会变装到漫画书店放松心情。                                                   | 全劇       |
| 陳柏融 | 鄭楚曜‬ | 紈絝子弟，與林星辰有家族婚約，喜歡林星辰但死要面子不肯承認。 | 全劇       |
| 杜妍   |        | 年龄19岁，心理年龄28岁。清秀，打扮清纯，简单。看似柔弱，实际是很坚强的女孩。有虚伪的一面。目标非常明确，心机重。目的直指江念雨，为了能跟江念雨在一起，可以不择手段。非常善于利用自己白莲花的身份。在需要的时候，一秒钟落泪，阿就喝綠茶長大的。 | 1-12,15-16 |

### 其他演員
| 演員   | 角色     | 介紹                                | 登場集數   |
| 葛蕾   | 陳明儷‬   | 林星辰名義上的母親，Dolly集團總裁。 |            |
| 陳孝萱 | 朱莉亞‬   | 林星辰的生母。                      |            |
| 林立洋 | 德叔‬     | 林家管家。                          |            |
| 威廉   | 周維‬     | 鄭楚曜同學兼朋友。雷嘉娜男友‬        |            |
| 李迪恩 | 梁啟凡‬   | 鄭楚曜同學兼朋友‬                    |            |
| 陳敬宣 | 雷嘉娜‬   | 周維女朋友                          | 2-12,15-16 |
| 吳若瑄 | 小林星辰‬ | 林星辰小時候                        | 1          |
| 劉俊緯 | ‬丹尼爾   | 葉開手下                            | 10         |
| 管謹宗 | 鄭父‬     | 鄭楚曜‬爸爸                          | 7          |
| 楊潔玫 | 鄭母‬     | 鄭楚曜‬媽媽                          | 7          |
| 蘇意菁 | ‬         | 姎姎媽媽                            | 7          |

### 客串演員
| 演員   | 角色   | 介紹                                                  | 登場集數    |
| 洪小鈴 | 顏笑‬   | 三隻熊漫畫店老闆娘。鄭孟熙前女友。                    | 1,4-7,11,16 |
| 溫昇豪 | 鄭孟熙‬ | 四葉學院院長，鄭楚曜的叔叔。顏笑前男友                |             |
| 庹宗華 | 葉開‬   | 陳明儷的對手，一心想要搞垮Dolly集團。非常喜歡陳明儷。 |             |
| 品冠   | 魏澤楷‬ | 林星辰收留的流浪者，實為樂團比賽的評審。              | 9           |

## 網路劇歌曲
| 曲別   | 歌名           | 演唱者      | 作詞                       | 作曲           |
| 片頭曲 | PONPONPON      | 梨亞        | 李昭萱                     | 陳思妤、陳起賢 |
| 片尾曲 | Open Your Eyes | 李承鉉      |                            |                |
| 插曲   | Because of you | BY2（Miko） | Urban Cla6ix 李昭萱 李承铉 | Urban Cla6ix   |
| 插曲   | 還愛嗎         | 丁爽        |                            |                |
| 插曲   | 沒關係         | 曹軒賓      |                            |                |
| 插曲   | 親愛的公主     | 張予曦      |                            |                |

## 外部連結
- 親愛的，公主病的新浪微博
- 豆瓣电影上《親愛的，公主病》的資料 （简体中文）